# Atletismo nos Jogos Olímpicos de Verão de 1936
Nos Jogos Olímpicos de Verão de 1936, 29 eventos do atletismo foram realizados, sendo 23 masculinos e 6 femininos. O programa foi exatamente o mesmo dos Jogos anteriores em Los Angeles.

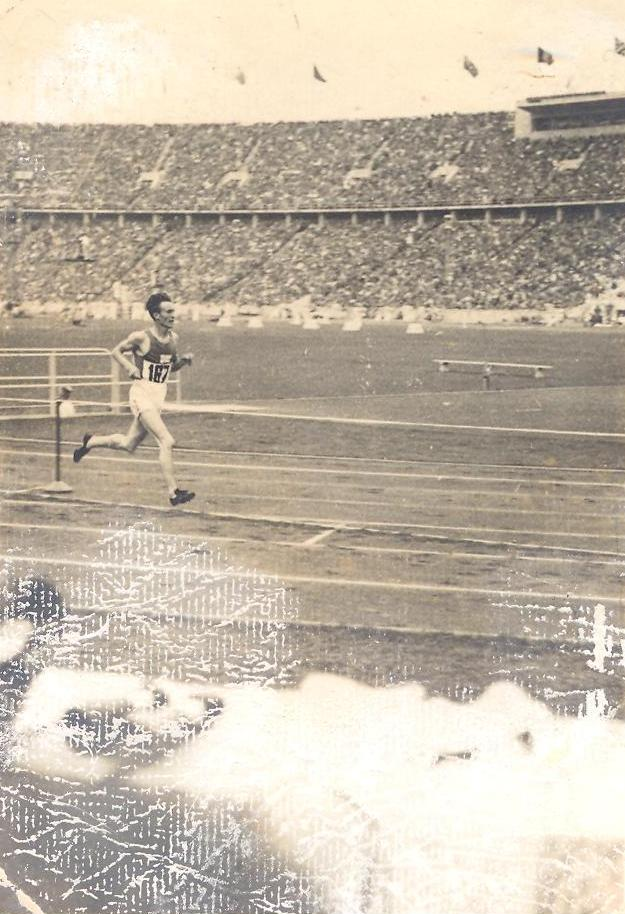
Volmari Iso-Hollo durante os Jogos

## Medalhistas
Masculino
| Evento                         | Ouro                                                                            | Prata                                                                    | Bronze                                                                          |
| ------------------------------ | ------------------------------------------------------------------------------- | ------------------------------------------------------------------------ | ------------------------------------------------------------------------------- |
| 100 metros detalhes            | Jesse Owens USA Estados Unidos                                                  | Ralph Metcalfe USA Estados Unidos                                        | Tinus Osendarp NED Países Baixos                                                |
| 200 metros detalhes            | Jesse Owens USA Estados Unidos                                                  | Matthew Robinson USA Estados Unidos                                      | Tinus Osendarp NED Países Baixos                                                |
| 400 metros detalhes            | Archie Williams USA Estados Unidos                                              | Godfrey Brown GBR Grã-Bretanha                                           | James LuValle USA Estados Unidos                                                |
| 800 metros detalhes            | John Woodruff USA Estados Unidos                                                | Mario Lanzi ITA Itália                                                   | Phil Edwards CAN Canadá                                                         |
| 1500 metros detalhes           | John Lovelock NZL Nova Zelândia                                                 | Glenn Cunningham USA Estados Unidos                                      | Luigi Beccali ITA Itália                                                        |
| 5000 metros detalhes           | Gunnar Höckert FIN Finlândia                                                    | Lauri Lehtinen FIN Finlândia                                             | Henry Jonsson SWE Suécia                                                        |
| 10000 metros detalhes          | Ilmari Salminen FIN Finlândia                                                   | Arvo Askola FIN Finlândia                                                | Volmari Iso-Hollo FIN Finlândia                                                 |
| 110 m com barreiras detalhes   | Forrest Towns USA Estados Unidos                                                | Donald Finlay GBR Grã-Bretanha                                           | Frederick Pollard USA Estados Unidos                                            |
| 400 m com barreiras detalhes   | Glenn Hardin USA Estados Unidos                                                 | John Loaring CAN Canadá                                                  | Miguel White PHI Filipinas                                                      |
| 3000 m com obstáculos detalhes | Volmari Iso-Hollo FIN Finlândia                                                 | Kaarlo Tuominen FIN Finlândia                                            | Alfred Dompert GER Alemanha                                                     |
| Revezamento 4x100 m detalhes   | Jesse Owens Ralph Metcalfe Foy Draper Frank Wykoff USA Estados Unidos           | Orazio Mariani Gianni Caldana Elio Ragni Tullio Gonnelli ITA Itália      | Wilhelm Leichum Erich Borchmeyer Erwin Gillmeister Gerd Hornberger GER Alemanha |
| Revezamento 4x400 m detalhes   | Frederick Wolff Godfrey Rampling William Roberts Godfrey Brown GBR Grã-Bretanha | Harold Cagle Robert Young Edward O’Brien Alfred Fitch USA Estados Unidos | Helmut Hamann Friedrich von Stülpnagel Harry Voigt Rudolf Harbig GER Alemanha   |
| Maratona detalhes              | Son Kitei JPN Japão                                                             | Ernest Harper GBR Grã-Bretanha                                           | Nan Shoryu JPN Japão                                                            |
| Marcha atlética 50 km detalhes | Harold Whitlock GBR Grã-Bretanha                                                | Arthur Schwab SUI Suíça                                                  | Adalberts Bubenko LAT Letônia                                                   |
| Salto em altura detalhes       | Cornelius Johnson USA Estados Unidos                                            | David Albritton USA Estados Unidos                                       | Delos Thurber USA Estados Unidos                                                |
| Salto com vara detalhes        | Earle Meadows USA Estados Unidos                                                | Shuhei Nishida JPN Japão                                                 | Sueo Ōe JPN Japão                                                               |
| Salto em distância detalhes    | Jesse Owens USA Estados Unidos                                                  | Luz Long GER Alemanha                                                    | Naoto Tajima JPN Japão                                                          |
| Salto triplo detalhes          | Naoto Tajima JPN Japão                                                          | Masao Harada JPN Japão                                                   | Jack Metcalfe AUS Austrália                                                     |
| Arremesso de peso detalhes     | Hans Woellke GER Alemanha                                                       | Sulo Bärlund FIN Finlândia                                               | Gerhard Stöck GER Alemanha                                                      |
| Lançamento de dardo detalhes   | Gerhard Stöck GER Alemanha                                                      | Yrjö Nikkanen FIN Finlândia                                              | Kalervo Toivonen FIN Finlândia                                                  |
| Lançamento de disco detalhes   | Ken Carpenter USA Estados Unidos                                                | Gordon Dunn USA Estados Unidos                                           | Giorgio Oberweger ITA Itália                                                    |
| Lançamento de martelo detalhes | Karl Hein GER Alemanha                                                          | Erwin Blask GER Alemanha                                                 | Fred Warngård SWE Suécia                                                        |
| Decatlo detalhes               | Glenn Morris USA Estados Unidos                                                 | Robert Clark USA Estados Unidos                                          | Jack Parker USA Estados Unidos                                                  |

Feminino
| Evento                       | Ouro                                                                          | Prata                                                                   | Bronze                                                                   |
| ---------------------------- | ----------------------------------------------------------------------------- | ----------------------------------------------------------------------- | ------------------------------------------------------------------------ |
| 100 metros detalhes          | Helen Stephens USA Estados Unidos                                             | Stanisława Walasiewicz POL Polônia                                      | Käthe Krauss GER Alemanha                                                |
| 80 m com barreiras detalhes  | Trebisonda Valla ITA Itália                                                   | Anni Steuer GER Alemanha                                                | Elizabeth Taylor CAN Canadá                                              |
| Revezamento 4x100 m detalhes | Harriet Bland Annette Rogers Betty Robinson Helen Stephens USA Estados Unidos | Eileen Hiscock Violet Olney Audrey Brown Barbara Burke GBR Grã-Bretanha | Dorothy Brookshaw Mildred Dolson Hilda Cameron Aileen Meagher CAN Canadá |
| Salto em altura detalhes     | Ibolya Csák HUN Hungria                                                       | Dorothy Odam GBR Grã-Bretanha                                           | Elfriede Kaun GER Alemanha                                               |
| Lançamento de dardo detalhes | Tilly Fleischer GER Alemanha                                                  | Luise Krüger GER Alemanha                                               | Maria Kwaśniewska POL Polônia                                            |
| Lançamento de disco detalhes | Gisela Mauermayer GER Alemanha                                                | Jadwiga Wajsówna POL Polônia                                            | Paula Mollenhauer GER Alemanha                                           |

## Quadro de medalhas
| Ordem | País               | Medalha de ouro | Medalha de prata | Medalha de bronze |    |
| ----- | ------------------ | --------------- | ---------------- | ----------------- | -- |
| 1     | USA Estados Unidos | 14              | 7                | 4                 | 25 |
| 2     | GER Alemanha       | 5               | 4                | 7                 | 16 |
| 3     | FIN Finlândia      | 3               | 5                | 2                 | 10 |
| 4     | GBR Grã-Bretanha   | 2               | 5                |                   | 7  |
| 5     | JPN Japão          | 2               | 2                | 3                 | 7  |
| 6     | ITA Itália         | 1               | 2                | 2                 | 5  |
| 7     | HUN Hungria        | 1               |                  |                   | 1  |
| 7     | NZL Nova Zelândia  | 1               |                  |                   | 1  |
| 9     | POL Polônia        |                 | 2                | 1                 | 3  |
| 10    | CAN Canadá         |                 | 1                | 3                 | 4  |
| 11    | SUI Suíça          |                 | 1                |                   | 1  |
| 12    | NED Países Baixos  |                 |                  | 2                 | 2  |
| 12    | SWE Suécia         |                 |                  | 2                 | 2  |
| 14    | AUS Austrália      |                 |                  | 1                 | 1  |
| 14    | PHI Filipinas      |                 |                  | 1                 | 1  |
| 14    | LAT Letônia        |                 |                  | 1                 | 1  |
| TOTAL | TOTAL              | 29              | 29               | 29                | 87 |